# Novokalínovka (Krasnodar)
Novokalínovka (del ruso: Новокалиновка) es un jútor del raión de Krymsk del krai de Krasnodar, en Rusia. Está situado en la orilla izquierda del río Nepil, tributario del río Adagum, afluente por la izquierda del río Kubán, en las inmediaciones de su delta, 25 km al noroeste de Krymsk y 99 km al oeste de Krasnodar. Tenía 14 habitantes en 2010
Pertenece al municipio Keslerovskoye.